# Никипровецкий, Толя
Толя Никипровецкий (фр. Tolia Nikiprowetzky, 25 сентября [8 октября] 1916, Феодосия, Крым, Российская империя — 5 мая 1997, XII округ Парижа, Франция) — французский композитор и музыковед русского происхождения, автор музыки прежнего государственного гимна Мавритании.

## Биография
Родился в Феодосии 25 сентября 1916 года, в 1923 году переехал с родителями в Марсель.
В 1937 году окончил местную музыкальную консерваторию, поступив затем в Парижскую консерваторию. После этого брал частные уроки музыки у Луи Лалуа и Рене Лейбовица. В период с 1950 по 1955 годы работал на Марокканском радио, затем в Париже на должности руководителя колониального вещания Французского радио.
В 1960 году, за несколько месяцев до получения Мавританией независимости от Франции, первый президент страны Моктар ульд Дадда обратился к Никипровецкому с просьбой написать музыку для государственного гимна молодой страны. Результат труда композитора пришелся правительству по душе и был практически сразу официально утвержден. Он использовался до 2017 года, когда после референдума об изменениях в конституцию был заменён нынешним государственным гимном авторства египетского композитора Раге Дауда.
Помимо прочего, Никипровецкий является автором четырёх опер, нескольких концертов для фортепиано, саксофона, виолончели и трубы; одной пьесы для духового квинтета и струнного оркестра; двух больших религиозных произведений; нескольких кантат; нескольких пьес для фортепиано соло; и многочисленных камерных произведений.
Также занимался предпринимательской деятельностью, владея несколькими парижскими ночными клубами. Скончался во французской столице 5 мая 1997 года в возрасте 80 лет.